# Hejiang (prowincja)
Hejiang – dawna chińska prowincja, istniejąca w latach 1945-1949 na obszarze Mandżurii.
Była jedną z trzech prowincji wydzielonych przez rząd Republiki Chińskiej z dotychczasowej prowincji Jilin po likwidacji marionetkowego państwa Mandżukuo w 1945 roku. Jej pierwszym gubernatorem został mianowany Wu Hantao.
Prowincja obejmowała obszar o powierzchni 135 406 km². Populacja prowincji wynosiła około 1,8 mln; dzieliła się na 18 powiatów, a jej stolicą było miasto Jiamusi.
W 1949 roku prowincja Hejiang została zlikwidowana, a jej terytorium włączono do prowincji Songjiang.